# Bossa (Cameroun)
Bossa (ou Bosa, Babosa, Babossa) est un village du Cameroun situé dans le département du Mezam et la Région du Nord-Ouest. Il fait partie de l'arrondissement de Bali.

## Population
Lors du recensement de 2005, on y a dénombré 557 personnes.

## Éducation
Bossa est doté d'un établissement scolaire de premier cycle (GSS) anglophone.